# Cameron Hanekom

a Compétitions nationales et continentales officielles uniquement.

b Matchs officiels uniquement.
Dernière mise à jour le 8 décembre 2024.
Cameron Hanekom, né le 10 mai 2002 à Ceres (Afrique du Sud), est un joueur international sud-africain de rugby à XV jouant au poste de troisième ligne centre aux Bulls et aux Blue Bulls.

## Biographie

### Jeunesse et formation
Cameron Hanekom naît le 10 mai 2002 à Ceres, en Afrique du Sud. Originaire de Somerset West, dans la province du Cap-Occidental, il joue au rugby à XV à la Paarl Boys' High School (en). En parallèle, il pratique la lutte à haut niveau,. Son idole de jeunesse est Duane Vermeulen.
Son frère aîné, Storm, joue aussi au rugby à XV, au poste de talonneur.

### Carrière en club
En février 2022, Cameron Hanekom fait ses débuts professionnels avec les Blue Bulls en Currie Cup lors d'un match contre les Free State Cheetahs et marque également son premier essai par la même occasion. Les siens sont toutefois battus 38-25. Il s'agit de son seul match de la saison. À l'issue, il est nommé comme étant le meilleur joueur des moins de 20 ans des Blue Bulls de l'année. En toute fin d'année, il joue également pour la première fois avec les Bulls, durant un match de Champions Cup contre les Exeter Chiefs, comptant pour la saison 2022-2023.
Durant la saison 2023-2024, Cameron Hanekom se révèle et participe à la bonne saison des Bulls. Il marque notamment un doublé lors de la première journée de championnat contre les Scarlets, dans une large victoire 63-21,. Il devient rapidement un joueur incontournable de son équipe qui se qualifie en phases finales du United Rugby Championship,. Il réalise notamment un excellent match face au Leinster en demi-finale, participant grandement à la qualification de son équipe en finale,. Pour le titre de champion, les Bulls font face aux Glasgow Warriors. Hanekom est titularisé au poste de troisième ligne centre mais se blesse cependant en début de seconde période. Il manque ainsi la fin du match qui voit son équipe perdre face aux Écossais sur le score de 21 à 16,. Malgré cette défaite, Hanekom est nommé dans l'équipe type de la compétition, après avoir joué dix-sept matchs dont quinze titularisations et marqué trois essais,.
Durant la saison 2024-2025, il perd de nouveau la finale du United Rugby Championship, cette fois contre les Irlandais du Leinster sur le score de 32 à 7.

### Carrière internationale
Cameron Hanekom est éligible pour représenter le pays de Galles car il possède une grand-mère galloise.
Cependant, il choisit de représenter son pays de naissance, l'Afrique du Sud, et est alors sélectionné avec l'équipe d'Afrique du Sud des moins de 20 ans en 2022 pour participer au Six Nations Summer Series, compétition remplaçant le traditionnel Championnat du monde junior, annulé à cause de la pandémie de Covid-19. Avec les Junior Boks, il joue trois matchs, marque un essai et est l'un des meilleurs joueurs de son équipe, se démarquant des autres.
Fin juin 2024, alors qu'il est pressenti pour être appelé pour la première fois de sa carrière avec l'Afrique du Sud, pour la tournée d'été en Irlande, il n'est finalement pas convoqué par Rassie Erasmus car blessé,. Au mois d'octobre suivant, il obtient sa première cape avec les Springboks lors d'un match amical face au pays de Galles.

## Palmarès

### En club
- Bulls
  - Finaliste du United Rugby Championship en 2024 et 2025.

### En équipe nationale
- Afrique du Sud -20
  - Vainqueur des Six Nations Summer Series en 2022.

### Distinctions personnelles
- Membre de l'équipe type du United Rugby Championship en 2024 et 2025.
- Élu Jeune joueur de la saison du United Rugby Championship en 2025.